# Ichneumon segmentosus
Ichneumon segmentosus är en stekelart som beskrevs av Geoffroy 1785. Ichneumon segmentosus ingår i släktet Ichneumon och familjen brokparasitsteklar. Inga underarter finns listade i Catalogue of Life.